# شانه براسپنینکس
شانه براسپنینکس (هلندی: Shanne Braspennincx؛ زادهٔ ۱۸ مهٔ ۱۹۹۱) دوچرخه‌سوار اهل هلند است.
وی در مسابقات کشوری و بین‌المللی در مجموع برندهٔ ۱ مدال طلا، ۳ مدال نقره، ۵ مدال برنز شده‌است.